# Лаврищева, Елена Валентиновна
Елена Валентиновна Лаврищева (род. 1 мая 1955 года, Пермь, РСФСР, СССР) — российский художник по стеклу, член-корреспондент РАХ (2021).

## Биография
Родилась 1 мая 1955 года в Перми, живёт и работает в Санкт-Петербурге.
В 1990 году — закончила Ленинградское высшее художественно-промышленное училище имени В. И. Мухиной по специальности художественное стекло, руководитель А. В. Пелипенко.
С 1996 года — член Союза художников России.
Профессиональная деятельность: художник-дизайнер в творческой группе «Милена-Гои» (1990), художник творческой мастерской «Макграв» (1995—2006), с 2006 года по сегодняшний день работает в авторской мастерской.
В 2021 году — избрана членом-корреспондентом Российской академии художеств от Отделения декоративных искусств.

## Творческая деятельность
Значительная часть работ выполнена в творческом сотрудничестве с мужем, Владимиром Маковецким.
Основные произведения: «Охота на Единорога» (1998 год, цветной хрусталь, оптическое стекло, шлифовка, полировка, гравировка, склейка), «Ангел» (2003, оптическое стекло, шлифовка, полировка, гравировка), «Дриада» (2004, оптическое стекло; шлифовка, полировка, гравировка), «Пробуждение» (2004, оптическое стекло, чёрное листовое стекло, металл, подсветка), «Странствия» (2005, оптическое стекло, шлифовка, полировка, склейка), «Мольба» (2005, оптическое стекло, шлифовка, полировка, гравировка), «Дракон Жаждущий» (2006, оптическое стекло, шлифовка, полировка, гравировка), «Сны об Атлантиде» (2011, оптическое стекло, шлифовка, полировка, гравировка), витражная композиция «Арабески» (2013, стекло, гравировка), «Таинственные миры» (2014, стекло, гравировка), «Шоу» (2016, гнутое осветленное стекло, дерево, металл, подсветка).
Произведения находятся в собраниях Государственного Эрмитажа, Государственного Русского музея, Музея художественного стекла Елагиноостровского дворца-музея, Всероссийского музея декоративного искусства, Государственного дворцово-паркового музея-заповедника «Останкино и Кусково», Музея стекла в городе Каменицки-Шенов (Чехия), в частных коллекциях в России и за рубежом.
Участница выставок с 1980 года и международных симпозиумов «Engraved glass» (Каменецкий Шенов, Чехия) и «Glass in Сontext» (Фрауенау, Германия) с 1996 года.

## Награды
- Серебряная медаль РАХ (2005)
- Золотая медаль РАХ (2019)